# Khalil Mohammad
Necirwan Khalil Mohammad (* 2. Januar 1992) ist ein deutscher Fußballspieler syrischer Abstammung.

## Werdegang
Der defensive Mittelfeldspieler Khalil Mohammad wurde in Syrien geboren und flüchtete im Alter von vier Jahren mit seiner Familie nach Deutschland. Er verbrachte vier Jahre in einer Flüchtlingsunterkunft in Ostfriesland. Er begann seine Karriere beim FC Norden und wechselte nach nur einem Jahr in die Jugend von Kickers Emden. 2004 zog die Familie nach Wuppertal, wo Khalil Mohammad seine Karriere bei Grün-Weiß Wuppertal fortsetzte. Kurze Zeit später wechselte er in die Jugendabteilung von Borussia Mönchengladbach. 2010 debütierte er in der zweiten Herrenmannschaft der Borussia in der viertklassigen Regionalliga West. Nachdem Khalil Mohammad Probetrainings bei den Proficlubs VVV-Venlo und Preußen Münster absolvierte, aber nicht unter Vertrag genommen wurde, wechselte er zum Ligarivalen SG Wattenscheid 09.
Dort absolvierte er in zwei Jahren 57 Regionalligaspiele, in denen er ohne Torerfolg blieb. Es folgten jeweils ein Jahr bei den Ligarivalen Alemannia Aachen und SC Wiedenbrück, wo er auf 25 bzw. 22 Einsätze kam. Gerade in Wiedenbrück entwickelte sich Khalil Mohammad zum Leistungsträger und wurde von mehreren Drittligisten beobachten. Schließlich wechselte er im Sommer 2018 zum Drittligaaufsteiger KFC Uerdingen. Wegen einer Knieverletzung konnte er erst am 17. Dezember 2018 beim 2:0-Sieg des KFC beim SV Wehen Wiesbaden sein Profidebüt feiern.
Im Sommer 2020 verkündete Regionalligist VfB Homberg Mohammads Verpflichtung zur Spielzeit 2020/21, Mohammad wurde mit Beginn der Meisterschaftsrunde zum Mannschaftskapitän ernannt. Beim Trainingsauftakt zur Spielzeit 2021/22 am 4. Juli 2021 wurde bekannt, dass Mohammad den VfB Homberg mit unbekanntem Ziel verlassen hat.